# حسن سلمان كمال
حسن سلمان كمال (سبتمبر 1942) شاعر وإذاعي بحريني. ولد في المنامة. عمل في الإذاعة البحرينية منذ 1959 معدًّا ومذيعًا، ثم مديرًا لها حتى عام 1988. شغل منصب الأمين العام للمجلس الوطني للثقافة والفنون والآداب. كتب الشعر والأغنية. 

## سيرته
ولد حسن بن سلمان بن محمد-حسن بوكمال في رمضان 1361/ سبتمبر 1942 م في فريج الفاضل المنامة. حصل على الثانوية العامة بقسم معلمين، ثم حضر عدة دورات ودراسات إعلامية مختلفة. 

عمل في الإذاعة منذ 1959 مذيعًا ومعدًا ومقدمًا للبرامج، ثم عمل مديرًا للإذاعة من 1980 حتى 1988. عيّن مديرًا للثقافة والفنون منذ 1988. شغل منصب الأمين العام للمجلس الوطني للثقافة والفنون والآداب أيضًا. أسهم في الكتابة بمجلة البحرين. وهو عضو مجلس أمناء بمركز الشيخ إبراهيم بن محمد آل خليفة للثقافة والبحوث. 

## شعره
كتب الكثير من الأشعار في شتى الفنون والأغراض الشعرية، من الشعر الفصيح وكذلك الشعر الدارج مثل شعر الموال السباعي كما كتب الأغاني الشعبية. وكتب أكثر من أوبريت وطني باللغة الفصحى.

## حياته الشخصية
متزوج من المذيعة عائشة عبد اللطيف وأنجبت له خالد وسلمان، ورحاب ودانة.

## جوائزه
- 1992: جائزة الدولة للعمل الوطني.[8]
- 2002: وسام الكفاءة من الدرجة الأولى من قبل عاهل البلاد. [8]
- 27 مايو 2009: أقامت جمعية تاريخ وآثار البحرين حفلا تكريميّا له. [9][10]

## مؤلفاته
- ذكرياتي مع الإذاعة، 2006